# Município de Superior (condado de Williams, Ohio)
O município de Superior (em inglês: Superior Township) é um município localizado no condado de Williams no estado estadounidense de Ohio. No ano de 2010 tinha uma população de 1.393 habitantes e uma densidade populacional de 13,04 pessoas por km².

## Geografia
O município de Superior encontra-se localizado nas coordenadas 41° 33′ 44″ N, 84° 38′ 11″ O. Segundo a Departamento do Censo dos Estados Unidos, o município tem uma superfície total de 106.8 km², da qual 105,91 km² correspondem a terra firme e (0,83 %) 0,89 km² é água.

## Demografia
Segundo o censo de 2010, tinha 1.393 habitantes residindo no município de Superior. A densidade populacional era de 13,04 hab./km². Dos 1.393 habitantes, o município de Superior estava composto pelo 98,28 % brancos, o 0,43 % eram amerindios, o 0,14 % eram asiáticos, o 0,43 % eram de outras raças e o 0,72 % eram de uma mistura de raças. Do total da população o 1,72 % eram hispanos ou latinos de qualquer raça.